# 集成电路
（簡稱IC），指的是在電子學中是一種將電路（主要包括半導體裝置，也包括被動元件等）集中製造在半導體晶圓表面上的小型化方式。

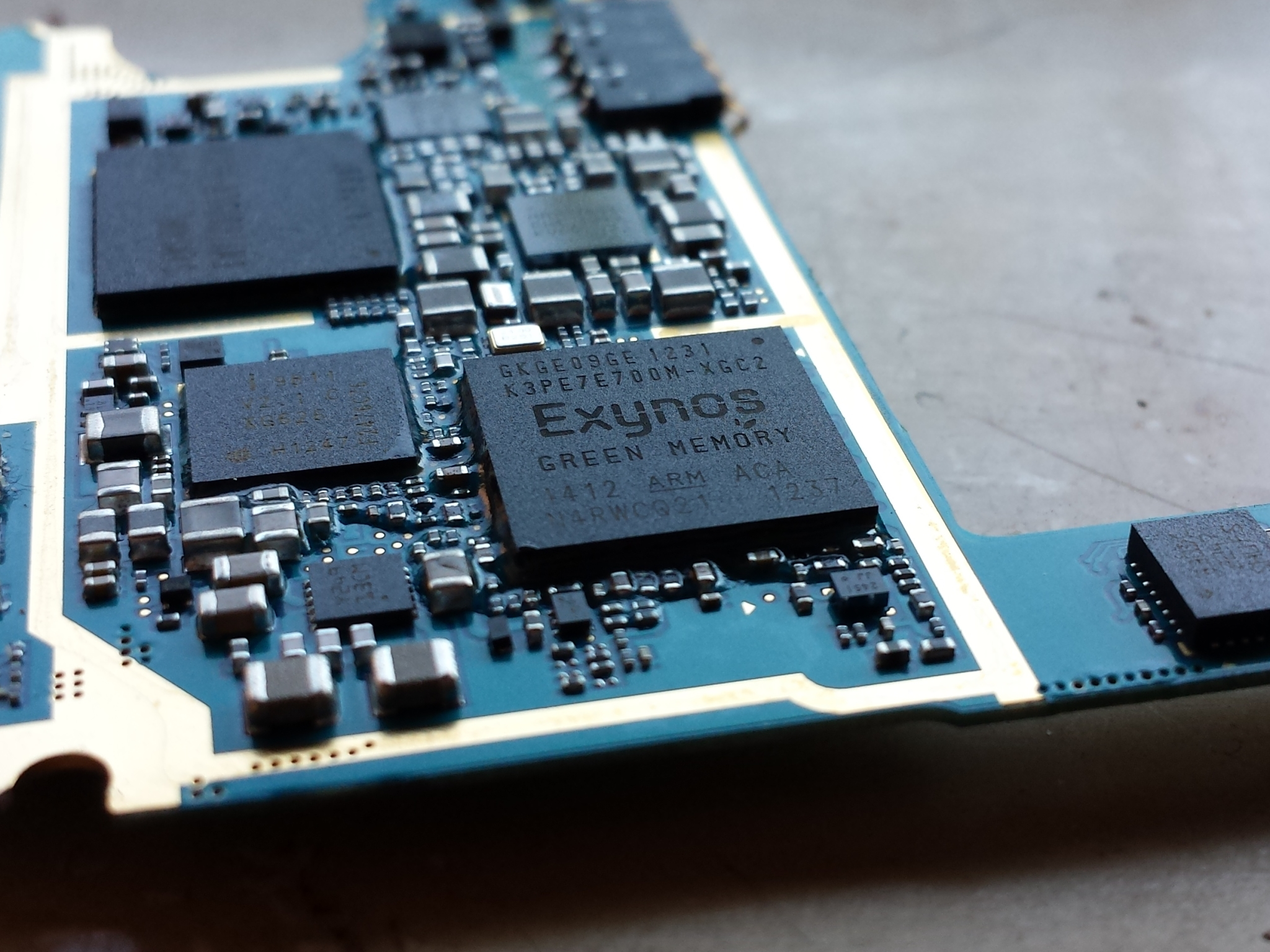
Samsung Exynos

前述將電路製造在半導體晶片表面上的積體電路，又稱薄膜(thin-film)積體電路。另有一種厚膜(thick-film)是由独立半导体设备和被动元件集成到基板或线路板所构成的小型化电路。

## 别称
積體電路的別稱非常多，在中文和英文裏可直接稱它為，或是“集成电路（integrated circuit）”，縮寫為“IC”；也可用“微芯片（microchip）”、“微電路（microcircuit）”等用词称呼。

## 介绍
電晶體發明並大量生產之後，各式固態半導體元件如二極體、電晶體等大量使用，取代了真空管在電路中的功能與角色。到了20世纪中後期半导体制造技术进步，便使集成电路成为可能。相对于手工组装电路使用個別的分立电子元件，積體電路可以把很大数量的微晶体管集成到一个小芯片，是一个巨大的进步。集成电路凭借标准化、可大规模生产、高可靠性、电路设计可模块化等特点，实现了对离散晶体管的取代。
從1949年到1957年，維爾納·雅各比、傑佛理·杜莫、西德尼·达林顿、樽井康夫都開發出了原型，現代的積體電路則是由傑克·基爾比在1958年發明，並因此榮獲2000年諾貝爾物理獎。同時間發展出近代實用的積體電路的羅伯特·諾伊斯，卻早在1990年就過世。
集成电路对于离散晶体管有两个主要优势：成本和性能。成本低是由于芯片把所有的元件通过照相平版技术，作为一个单位印刷，而不是在一个时间只制作一个晶体管。性能高是由于元件快速开关，消耗更低能量，因为元件很小且彼此靠近。2006年，芯片面积从几平方毫米到350 mm²，每mm²可以达到一百万个晶体管。
第一個集成電路雛形是由傑克·基爾比於1958年完成的，其中包括一個雙極性晶體管，三個電阻和一個電容器，相較於現今科技的尺寸來講，體積相當龐大。

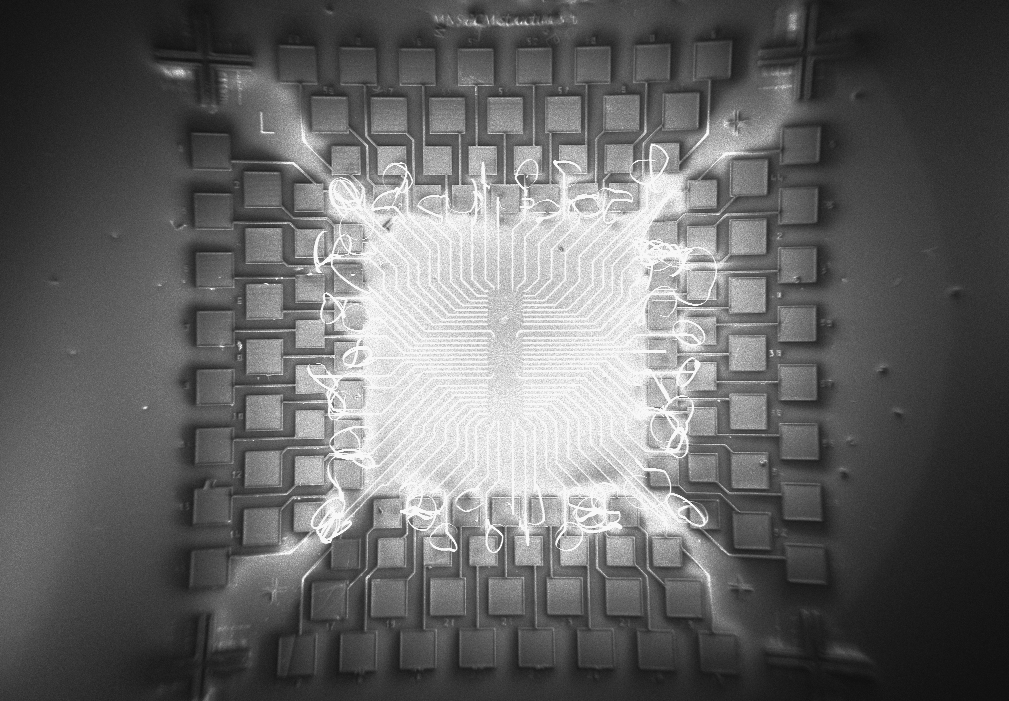
電子顯微鏡下碳纳米管微電腦晶片體的場效應畫面

根據一個芯片上集成的微電子器件的數量，集成電路可以分為以下幾類：
- 小型積體電路（SSI, Small-Scale Integration（英语：Integrated_circuit#Small-scale_integration_(SSI)））邏輯閘10個以下或 電晶體100個以下。
- 中型積體電路（MSI, Medium-Scale Integration（英语：Integrated_circuit#Medium-scale_integration_(MSI)））邏輯閘11~100個或 電晶體101~1k個。
- 大型積體電路（LSI, Large-Scale Integration（英语：Integrated_circuit#Large-scale_integration_(LSI)））邏輯閘101~1k個或 電晶體1,001~10k個。
- 超大型積體電路（VLSI, Very-Large-Scale Integration（英语：Integrated_circuit#Very-large-scale_integration_(VLSI)））邏輯閘1,001~10k個或 電晶體10,001~100k個。
- 極大型積體電路（ULSI, Ultra-Large-Scale Integration（英语：Integrated_circuit#ULSI,_WSI,_SoC_and_3D-IC））邏輯閘10,001~1M個或 電晶體100,001~10M個。
- 巨大規模積體電路（GSI, Giga-Scale Integration）逻辑门1,000,001個以上或電晶體10,000,001個以上。

而根據處理信号的不同，可以分為、和兼具類比與數位的混合訊號積體電路。

## 發展
最先進的集成電路是微處理器或多核處理器的核心，可以控制一切電路，從數字微波爐、電腦到手機。記憶體和特定應用積體電路是其他-{zh-cn:集成電路;zh-tw:積體電路}家族的例子，對於現代信息社會非常重要。雖然設計開發一個複雜集成電路的成本非常高，但是當成本分散到數以百萬計的產品上時，每個集成電路的成本便能最小化。集成電路的性能很高，因為小尺寸帶來短路徑，使得低功率邏輯電路可以在快速開關速度應用。
這些年來，集成電路持續向更小的外型尺寸發展，使得每個晶片可以封裝更多的電路。這樣增加了每單位面積容量，可以降低成本和增加功能－箭摩爾定律，集成電路中的電晶體數量，每1.5年增加一倍。總之，隨著外形尺寸縮小，幾乎所有的指標改善了－單位成本和開關功率消耗下降，速度提高。但是，集成納米級別設備的IC不是沒有問題，主要是洩漏電流。因此，對於最終用戶的速度和功率消耗增加非常明顯，製造商面臨使用更好幾何學的尖銳挑戰。這個過程和在未來幾年所期望的進步，在半導體國際技術路線圖中有很好的描述。

## 普及
仅仅在其开发后半个世纪，集成电路变得无处不在，电脑、手机和其他数字电器成为现代社会结构不可缺少的一部分。这是因为，现代计算、交流、制造和交通系统，包括互联网，全都依赖于集成电路的存在。甚至有很多学者认为集成电路带来的數位革命是人类历史中最重要的事件。IC的成熟將會帶來科技的大躍進，不論是在設計的技術上，或是半導體的製程突破，兩者都是息息相關。

## 分类

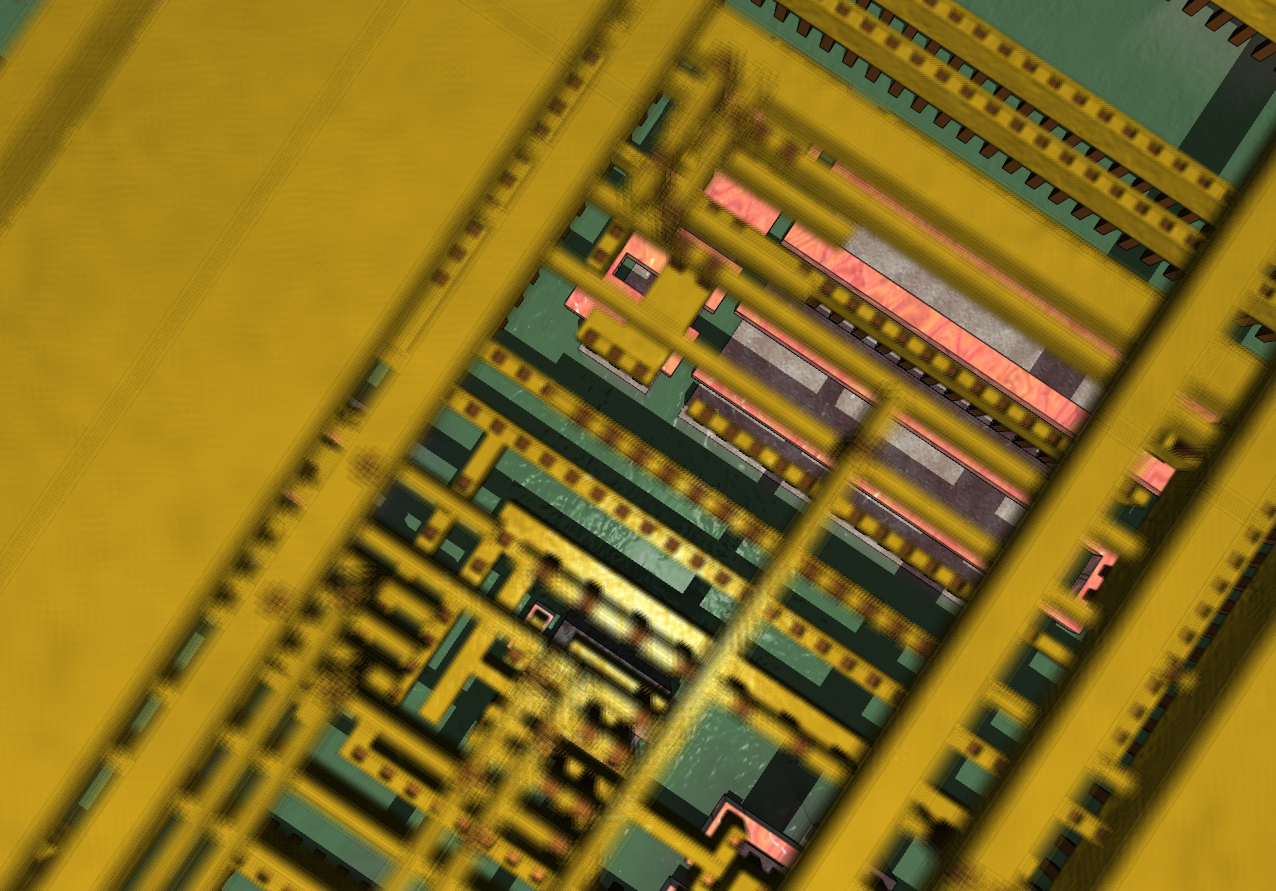
加以顏色標示的積體電路內部單元構成實例，四層銅平面作電路連接，之下是多晶矽（粉紅）、阱（灰）、與基片（綠）

集成电路的分類方法很多，依照電路屬類比或數位，可以分为：類比積體電路、數位積體電路和混合訊號積體電路（類比和數位在一个芯片上）。
數位積體電路可以包含任何东西，在几平方毫米上有从几千到百万的逻辑门、正反器、多工器和其他电路。这些电路的小尺寸使得与板级集成相比，有更高速度，更低功耗（参见低功耗设计）并降低了制造成本。这些数字IC，以微处理器、数字信号处理器和微控制器为代表，工作中使用二进制，处理1和0信号。
類比積體電路有，例如传感器、电源控制电路和运放，处理類比訊號。完成放大、滤波、解调、混频的功能等。通过使用专家所設計、具有良好特性的類比積體電路，减轻了电路设计师的重担，不需凡事再由基礎的一個個電晶體處設計起。
集成电路可以把類比和數位电路集成在一个单芯片上，以做出如類比數位轉換器和數位類比轉換器等器件。这种电路提供更小的尺寸和更低的成本，但是对于信号冲突必须小心。

## 制造
从1930年代开始，元素周期表化学元素中的半导体被諸如贝尔实验室威廉·肖克利（William Shockley）的研究者认为是最適合做固态真空管的原料。這些原料在1940至50年代被系統地研究，从氧化铜開始，然後到锗，再到硅。現今，单晶硅是集成电路的主要基层，尽管元素週期表中的一些III-V价化合物（比如砷化镓）有特殊用途，例如发光二极管、激光、太阳能电池和最高速集成电路。發現无缺陷晶体的製造方法需要数十年的时间。
半导体集成电路製程，包括以下步骤，並重複使用：
- 光刻
- 刻蚀
- 薄膜（化学气相沉积或物理氣相沉積）
- 掺杂（热扩散或离子注入）
- 化学机械平坦化CMP

使用单晶硅晶圆（或III-V族，如砷化镓）用作基层，然後使用光刻、掺杂、CMP等技術製成MOSFET或BJT等元件，再利用薄膜和CMP技術製成導線，如此便完成晶片製作。因產品效能需求及成本考量，導線可分為鋁製程（以濺鍍為主）和銅製程（以電鍍為主參見Damascene）。主要的製程技術可以分為以下幾大類：黃光微影、蝕刻、擴散、薄膜、平坦化製成、金屬化製成。
IC由很多重叠的层组成，每层由影像技术定义，通常用不同的颜色表示。一些层标明在哪里不同的掺杂剂扩散进基层（成为扩散层），一些定义哪里额外的离子灌输（灌输层），一些定义导体（多晶硅或金属层），一些定义传导层之间的连接（过孔或接触层）。所有的元件由这些层的特定组合构成。
- 在一个自排列（CMOS）过程中，所有门层（多晶硅或金属）穿过扩散层的地方形成晶体管。
- 电阻结构，电阻结构的长宽比，结合表面电阻系数，决定电阻。
- 电容结构，由于尺寸限制，在IC上只能产生很小的电容。
- 更为少见的电感结构，可以制作芯片载电感或由回旋器模拟。

因为CMOS设备只引导电流在逻辑门之间转换，CMOS设备比双极型元件（如双极性晶体管）消耗的电流少很多，也是現在主流的元件。透過電路的設計，将多顆的電晶體管畫在矽晶圓上，就可以畫出不同作用的集成电路。
随机存取存储器是最常见类型的集成电路，所以密度最高的设备是，但即使是微处理器上也有存储器。尽管结构非常复杂－几十年来芯片宽度一直减少－但集成电路的层依然比宽度薄很多。元件层的制作非常像照相过程。虽然可见光谱中的光波不能用来曝光元件层，因为他们太大了。高频光子（通常是紫外线）被用来创造每层的图案。因为每个特征都非常小，对于一个正在调试制造过程的过程工程师来说，电子显微镜是必要工具。
在使用自动测试设备（ATE）包装前，每个设备都要进行测试。测试过程称为晶圆测试或晶圆探通。晶圆被切割成矩形块，每个被称为裸晶（“die”）。每个好的die被焊在“pads”上的铝线或金线，连接到封装内，pads通常在die的边上。封装之后，设备在晶圆探通中使用的相同或相似的ATE上进行终检。测试成本可以达到低成本产品的制造成本的25％，但是对于低产出，大型和/或高成本的设备，可以忽略不计。
在2005年，一个制造厂（通常称为半导体工厂，常簡稱fab，指fabrication facility）建设费用要超过10亿美元，因为大部分操作是自动化的。

### 封装

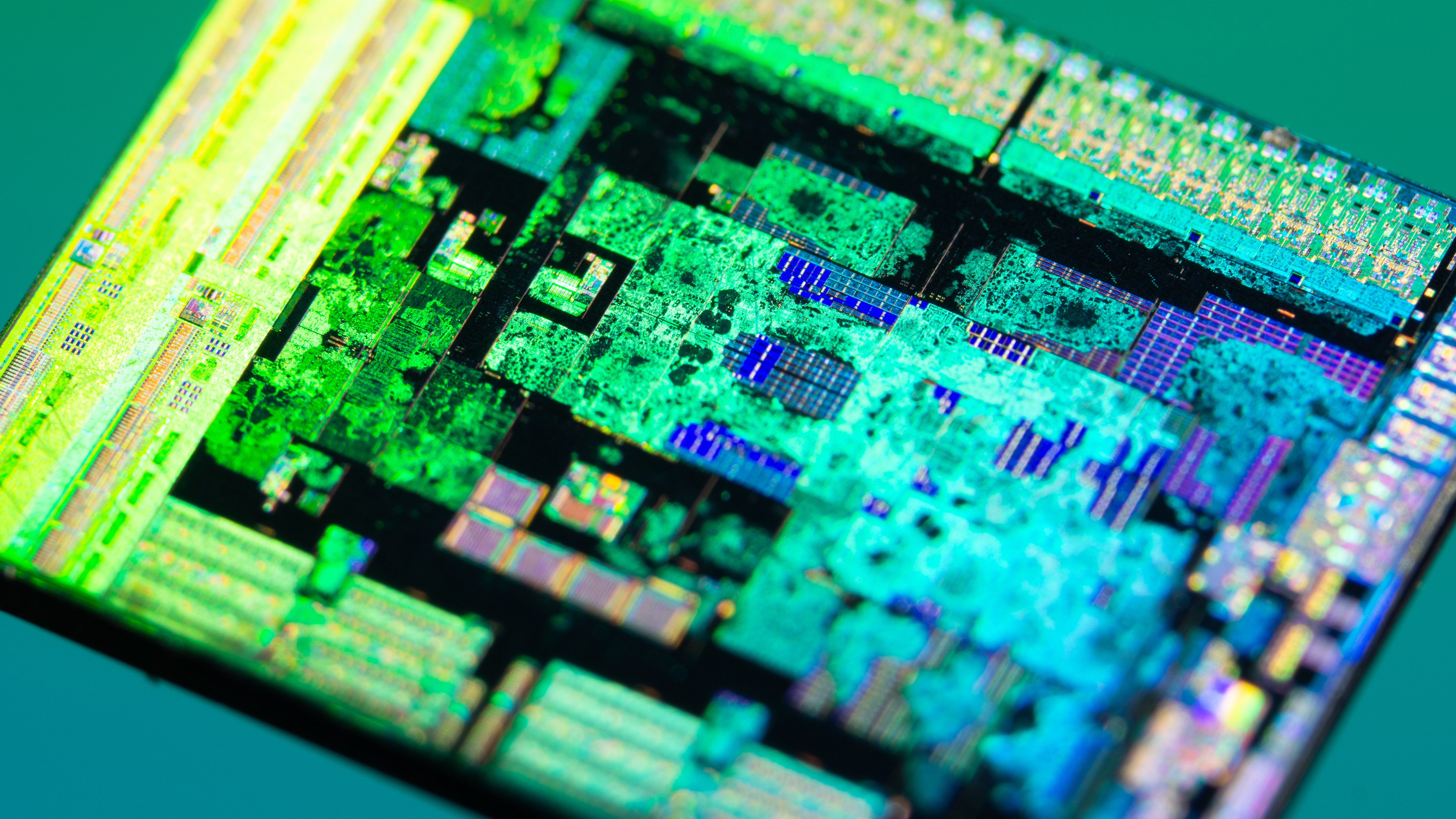
2019年AMD公司Ryzen5-3600處理器的積體電路未封裝狀態，內部結構可見。

最早的集成電路使用陶瓷扁平封裝，这種封装很多年来因為可靠性和小尺寸繼續被軍方使用。商用電路封装很快轉變到雙列直插封裝，簡單來說，即開始是陶瓷，之後是塑料。1980年代，VLSI电路的針腳超過了DIP封装的應用限制，最後導致插針網格陣列和芯片載體的出现。
在1980年代初期出现，該年代后期开始流行。它的針腳使用更细的間距，引脚形状為海鷗翼型或J型。以小尺寸集成电路（SOIC）为例，比相等的DIP面积少30－50%，厚度少70%。这种封装在两个長邊有海鷗翼型引脚突出，引脚間距为0.05英寸。
小尺寸集成电路（SOIC）和PLCC封装。1990年代，尽管PGA封装依然经常用于高端微处理器。PQFP和薄型小尺寸封装（TSOP）成为高引脚数设备的通常封装。Intel和AMD的高端微处理器现在从PGA（Pine Grid Array）封装转到了平面网格阵列封装（Land Grid Array，LGA）封装。
球柵陣列封裝封装从1970年代开始出现，1990年代开发了比其他封装有更多管脚数的覆晶球柵陣列封裝封装。在FCBGA封装中，被上下翻转（flipped）安装，通过与PCB相似的基层而不是线与封装上的焊球连接。FCBGA封装使得输入输出信号阵列（称为I/O区域）分布在整个晶片的表面，而不是限制于晶片的外围。
如今的市場，封裝採用技術與特性已經非常複雜，也已經是獨立出來的一環，封裝的技術也會影响到產品的品質及良率。

## 延伸閱讀
- The first monolithic integrated circuits
- Who invented the IC? （页面存档备份，存于）
- Baker, R. J. . Wiley-IEEE. 2010. ISBN 978-0-470-88132-3. http://cmosedu.com/ （页面存档备份，存于）
- Hodges, David; Jackson, Horace; Saleh, Resve. . McGraw-Hill Science/Engineering/Math. 2003. ISBN 978-0-07-228365-5.
- Klar, Heinrich; Noll, Tobias. . Springer Vieweg. 2015. ISBN 978-3-540-40600-6.
- Rabaey, J. M.; Chandrakasan, A.; Nikolic, B.  2nd. 2003. ISBN 0-13-090996-3.
- Mead, Carver; Conway, Lynn. . Addison Wesley Publishing Company. 1980. ISBN 978-0-201-04358-7.
- Veendrick, H. J. M. . Springer. 2008: 770. ISBN 978-1-4020-8332-7. http://springer.com/cn/book/9781402083327?referer=springer.com%5B%5D
- Arjun N. Saxena. . World Scientific. 2009. ISBN 978-981-281-446-3.
- Veendrick, H.J.M. . 2011: 253. ISBN 978-1-61627-947-9.https://openlibrary.org/works/OL15759799W/Bits_on_Chips/ （页面存档备份，存于）